# Жуково (Режівський міський округ)
Жуко́во (рос. Жуково) — присілок у складі Режівського міського округу Свердловської області.
Населення — 49 осіб (2010, 48 у 2002).
Національний склад станом на 2002 рік: росіяни — 92 %.